# بسرات (يهر)

تعديل مصدري - تعديل

بسرات هي إحدى قرى عزلة يهر بمديرية يهر التابعة لمحافظة لحج، بلغ تعداد سكانها 94 نسمة حسب تعداد اليمن لعام 2004.